# Bollène
Bollène ist eine französische Stadt mit 13.871 Einwohnern (Stand 1. Januar 2022) im Département Vaucluse in der Region Provence-Alpes-Côte d’Azur. Sie ist Hauptort des gleichnamigen Kantons im Arrondissement Carpentras. Sie gehört zum Gemeindeverband Rhône Lez Provence.

## Geographie
Bollène liegt 17 Kilometer nordwestlich von Orange nahe dem Tal der Rhône, deren Nebenfluss Lez durch die Gemeinde fließt. Die Stadt liegt darüber hinaus am Canal de Donzère-Mondragon mit einer großen Schleusenanlage.

## Geschichte
Am 19. Juli 1957 ereignete sich in Bollène ein schwerer Eisenbahnunfall: In den frühen Morgenstunden wurde ein Schnellzug von Nizza nach Paris außerplanmäßig in ein Ausweichgleis geleitet. Die entsprechende Weichenverbindung hätte nur mit 30 km/h befahren werden dürfen, der Zug aber fuhr noch knapp 100 km/h. Die führende Dampflokomotive stürzte um. Austretender Dampf verbrühte einige Reisende im nachfolgenden Schlafwagen. Insgesamt starben 31 Menschen, 69 wurden darüber hinaus verletzt.

## Wappen und Devise
Das Wappen zeigt auf blauem Hintergrund eine goldene Burg mit drei offenen Toren, darüber einen goldenen und silbernen Schlüssel überkreuz.
Die Devise lautet: Concordia turris fortissima („die Eintracht, der stärkste Turm“).

## Kultur und Sehenswürdigkeiten

### Villes et villages fleuris
Bollène ist mit drei Blumen im Conseil national des villes et villages fleuris (Nationalrat der beblümten Städte und Dörfer) vertreten. Die „Blumen“ werden im Zuge eines regionalen Wettbewerbs verliehen, wobei maximal drei Blumen erreicht werden können.

### Bauwerke
Das Wasserkraftwerk André-Blondel wurde vom Architekten Théodore Sardnal von 1949 bis 1952 erbaut. Das Hauptgebäude wurde nach André-Eugène Blondel (1863–1938) benannt, einem französischen Physiker. Es beherbergt sechs Turbinengruppen. Das Kraftwerk ist eines der ersten großen Industriebauten der Vierten Französischen Republik. Es ist ein Beispiel für die technische und architekturelle Geschichte der Nachkriegszeit. Das Gebäude ist in das Zusatzverzeichnis (inventaire supplémentaire) der Monuments historiques (historischen Denkmale) eingetragen.

## Städtepartnerschaften
Seit 1994 besteht eine Städtepartnerschaft mit Alcúdia auf Mallorca.